# Pius Suh Awa
Pius Suh Awa (ur. 4 maja 1930 w Bamenda, zm. 9 lutego 2014) – kameruński duchowny katolicki, biskup Buéa oraz Auzegery.

## Życiorys
Święcenia kapłańskie otrzymał 21 grudnia 1961.

## Episkopat
20 lutego 1971 papież Paweł VI mianował go biskupem tytularnym Auzegery. Sakrę otrzymał 30 maja 1971.
29 stycznia 1973 został biskupem ordynariuszem diecezji Buéa. Był nim do 30 listopada 2006.
Zmarł 9 lutego 2014, jako emerytowany biskup diecezji Buéa